# Ermita de Sant Joaquim (Nules)
L'Ermita de Sant Joaquim, anomenada popularment a Nules Ermita de Sant Xotxim, és un edifici de culte catòlic, datat del segle xviii, que es troba a la plaça de l'Ermita de Nules, a la comarca de la Plana Baixa. Està catalogat com a Bé de Rellevància Local.

## Història
Segons el cronista oficial de Nules, Vicent Felip Sempere, l'arribada a la població de l'ordre dels Carmelites Descalços va portar amb si una sèrie de transformacions en la població, entre elles, l'inici de la devoció a Sant Joaquim. Aquesta devoció va créixer i es va arrelar ràpidament i amb fervor entre els catòlics practicants d'aquella època fins al punt de tenir-se constància documental que l'any 1708 una parroquiana anomenada Ana Cavaller va donar un terreny, que en aquell moment estava dedicat al cultiu de figueres, situat als afores del raval del Portal de València (que estava situat al costat del camí Reial i el pont de l'Om), perquè s'utilitzés com a zona de construcció d'un ermitori que estigués dotat d'ermita, casa per a l'ermità i un hort que li permetés proveir-se d'aliment.
D'aquesta manera el 26 de desembre de 1708 s'inicia la construcció de l'ermita, que es va acabar amb certa rapidesa. Aviat la gent del raval del Portal de València va agafar Sant Joaquim com a patró del barri, passant a celebrar la seua festivitat amb actes de culte en l'ermita. Però, llevant d'aquest ús, l'ermita era poc freqüentada malgrat el fet que en anys alterns era escollida com a lloc des d'on beneir el terme en el dia de la Vera Cruz.
L'ermita va sofrir danys i profanacions durant l'ocupació napoleònica, la qual cosa va portar al bisbe de Tortosa d'aquell moment, Josep Salines, a prohibir la seua reconstrucció sense demanar abans el seu permís. Aquesta prohibició la va retirar el bisbe que li va succeir en el càrrec mentre realitzava una visita pastoral. D'aquesta manera l'ermita va tornar a aquesta en ús al cap d'uns dos anys.
En la primera dècada del segle xx, tant l'ermita com la casa de l'ermità estaven en ruïnes, el que va portar a l'Alcalde de Nules a desallotjar a l'ermità el 21 de març de 1910. Es va procedir a l'enderrocament de l'ermitori i s'inicià la construcció d'una nova ermita que quedarà finalitzada l'any 1926, en estil neogòtic.
Després de la guerra del 36 el Servei Nacional de Regions Devastades i Reparacions va utilitzar part de l'hort de l'ermita i de la seua placeta per ampliar la plaça i donar origen als carrers adjacents. Més tard, una altra part del seu terreny va ser utilitzat per a la construcció de la carretera N-340, cosa que féu que l'ermita quedés separada del que restava del terreny d'hort inicial, que va quedar a l'altre costat de la nova via de comunicació. Més avant aquest terreny va ser apropiat per un particular i un altre tram es va prendre com a part de via urbana.
L'ermita ha estat restaurada l'any 1982.

## Descripció artística
Es tracta d'una petita ermita d'estil neogòtic de la qual destaca el retaule (del mateix estil) que la decora i que procedeix de la capella de l'antiga casa dels Alemanys. En aquest retaule se situa la imatge de Sant Joaquim venerada pels habitants del raval del Portal de València, barri en el qual es troba l'ermita. L'exterior és blanc i de la planta de l'ermita destaca l'annex, en la part posterior, de la sagristia que compta amb una teulada independent i porta lateral i ventada enreixada.
Externament poden apreciar-se els contraforts laterals. I de la seua façana destaca el frontó acabat amb cornisa escalonada que queda rematada per una espadanya amb buit per a una sola campana i amb decoracions piramidals. L'entrada a l'ermita es fa a través d'una porta ogival (emmarcada en una archivolta amb adorns que sosté una petita imatge del sant) a la qual s'accedeix per tres graons.
La campana té 40 centímetres de diàmetre i un pes de 37 quilos, sent obra del fonedor Manuel Roses Vidal, del Grau de València, i data de 1945. Presenta en el mitjà la inscripció: "SANT JOAQUIN / ANY 1945 / SENT ARXIPRESTE / DON JOAN FIGUEROLA DOMINGO". Aquesta campana presenta una protecció genèrica, ja que forma part d'un immoble catalogat com Bé de rellevància Local, per la qual cosa les intervencions que precisi han de ser comunicades a la Direcció general del Patrimoni Cultural Valencià adjuntant el projecte abans de l'inici dels treballs que requereixi.